# João Barbosa
Pour le botaniste brésilien, voir João Barbosa Rodrigues.
João Barbosa, né le 11 mars 1975, est un pilote automobile portugais.

## Biographie
En début de carrière, João Barbosa a participé au Championnat d'Italie de Formule 3, terminant vice-champion en 1996. L'année suivante, il participe au championnat Formule Toyota Atlantique, terminant 7e. On le vit par la suite en FIA GT, en Le Mans Series et en ALMS. Il a également participé 4 fois aux 24 Heures du Mans, avec une 4e place en catégorie LMP1 en 2007.
Pour la saison 2014, il est engagé par l'écurie Action Express Racing pour disputer l'United SportsCar Championship au volant d'un prototype Coyote Corvette DP avec Sébastien Bourdais et Christian Fittipaldi. João Barbosa et Christian Fittipaldi gagnent le championnat.
En 2015, il remporte les 12 Heures de Sebring avec Sébastien Bourdais et Christian Fittipaldi.

## Palmarès
- Vainqueur des 12 Heures de Sebring 2015
- Vainqueur des 24 Heures de Daytona 2010, 2014 et 2018
- Vainqueur des 6 Heures de Watkins Glen 2012, 2013 et 2016
- Champion du NAEC 2014 et 2015.